# María Fernanda Mackenna
María Fernanda Mackenna Cooper (* 2. Dezember 1986 in Santiago de Chile) ist eine chilenische Leichtathletin, die sich auf den Sprint spezialisiert hat. Insbesondere mit der chilenischen 4-mal-100- und 4-mal-400-Meter-Staffel gewann sie zahlreiche Medaillen bei kontinentalen Meisterschaften und zählt damit zu den erfolgreichsten Sprinterinnen ihres Landes.

## Sportliche Laufbahn
Erste Erfahrungen bei internationalen Meisterschaften sammelte María Fernanda Mackenna 2001 bei den Juniorensüdamerikameisterschaften in Santa Fe, bei denen sie im 100-Meter-Lauf nach 12,91 s auf den achten Platz gelangte, über 200 Meter mit 25,99 s in der ersten Runde ausschied und mit der chilenischen 4-mal-100- und 4-mal-400-Meter-Staffel in 47,49 s bzw. 3:51,05 min jeweils auf den vierten Platz gelangte. Im Jahr darauf nahm sie erstmals an den Südamerikaspielen in Belém teil, die zugleich auch Juniorensüdamerikameisterschaften gewertet wurden. Über 100 Meter belegte sie in 12,33 s Rang fünf und wurde im 200-Meter-Lauf in 25,21 s Sechste. Zudem gewann sie mit der 4-mal-100-Meter-Staffel in 47,11 s die Bronzemedaille hinter den Teams aus Brasilien und Venezuela und klassierte sich mit der 4-mal-400-Meter-Staffel in 3:49,09 min auf dem vierten Platz. Anschließend gewann sie bei den Jugendsüdamerikameisterschaften in Asunción in 25,02 s die Bronzemedaille über 200 Meter sowie in 2:15,83 min auch mit der Sprintstaffel (1000 Meter). Über 100 Meter wurde sie in 12,63 s Vierte und mit der 4-mal-100-Meter-Staffel gelangte sie nach 51,3 s auf Rang fünf. 2003 siegte sie bei den Juniorensüdamerikameisterschaften in Guayaquil in 46,54 s mit der 4-mal-100-Meter-Staffel  und wurde mit der 4-mal-400-Meter-Staffel in 3:52,37 min Vierte. Anschließend gelangte sie bei den Panamerikanischen-Juniorenmeisterschaften in Bridgetown mit der 4-mal-100-Meter-Staffel in 46,38 s auf den sechsten Platz. Bei den Jugendweltmeisterschaften in Sherbrooke nahm sie über 100 und 200 Meter teil. schied aber in beiden Bewerben mit 12,29 s bzw. 24,80 s in der ersten Runde aus. Bei den Leichtathletik-U23-Südamerikameisterschaften 2004 in Barquisimeto gewann Mackenna in 24,47 s die Silbermedaille über 200 Meter sowie in 45,67 s und 3:48,38 min auch in beiden Staffelbewerben. Daraufhin nahm sie erstmals an den Ibero-Amerikanischen Meisterschaften in Huelva teil und schied dort über 200 Meter mit 25,28 s im Vorlauf aus und wurde mit der 4-mal-100-Meter-Staffel disqualifiziert.
Bei ihren ersten Südamerikameisterschaften 2005 in Cali belegte sie im 400-Meter-Lauf in 55,52 s den sechsten Platz und gewann in beiden Staffelbewerben in 45,34 s die Bronzemedaille hinter den Teams aus Kolumbien und Brasilien, wie auch in 3:40,49 min hinter Brasilien und Kolumbien. Anschließend gelangte sie bei den Panamerikanischen-Juniorenmeisterschaften in Windsor in 55,13 s Rang sieben über 400 Meter und bei den anschließenden Juniorensüdamerikameisterschaften in Rosario gewann sie in 55,23 s die Bronzemedaille im 400-Meter-Lauf und wurde über 200 Meter in 24,53 s Vierte. Zudem gelangte sie mit der 4-mal-100-Meter-Staffel in 47,97 s auf den fünften Platz und mit der 4-mal-400-Meter-Staffel in 3:47,66 min auf Rang vier. Im Jahr darauf gewann sie bei den Südamerikaspielen in Buenos Aires, die zugleich die U23-Südamerikameisterschaften waren, mit der 4-mal-100-Meter-Staffel in 46,63 s die Silbermedaille hinter den Kolumbianerinnen, während sie mit der 4-mal-400-Meter-Staffel nach 3:46,22 min auf Rang vier einlief. Im Jahr 2007 platzierte sie sich bei den Südamerikameisterschaften in São Paulo über 200 Meter in 24,47 s auf dem sechsten Platz und wurde über 400 Meter in 55,43 s Fünfte. Zudem gewann sie in beiden Staffelbewerben die Bronzemedaille hinter den Teams aus Brasilien und Kolumbien. Anschließend nahm sie erstmals an den Panamerikanischen Spielen in Rio de Janeiro teil und schied dort über 200 Meter mit 24,97 s in der Vorrunde aus und auch mit der 4-mal-100-Meter-Staffel erreichte sie mit 45,50 s nicht das Finale. 
In den kommenden beiden Jahren bestritt Mackenna keine Wettkämpfe und auch 2010 bestritt sie nur vereinzelt Starts bei kleineren nationalen Meetings. Bei den Südamerikameisterschaften 2011 in Buenos Aires klassierte sie sich über 200 und 400 Meter in 24,56 s bzw. 55,80 s jeweils auf dem sechsten Platz und gewann in beiden Staffelbewerben die Bronzemedaille. Im Jahr darauf nahm sie über 200 Meter an den Ibero-Amerikanischen Meisterschaften in Barquisimeto teil, schied aber mit 23,91 s bereits im Vorlauf aus. Bei den Leichtathletik-Südamerikameisterschaften 2013 in Cartagena belegte sie über 200 Meter in 23,91 s Rang sieben und verpasste diesmal mit der 4-mal-100-Meter-Staffel in 45,53 s als Vierte eine weitere Medaille. Bei den anschließenden Juegos Bolivarianos in Trujillo wurde sie in 54,99 s Vierte über 400 Meter, wie auch in 45,31 s mit der 4-mal-100-Meter-Staffel, während sie mit der 4-mal-400-Meter-Staffel in 3:41,74 min die Bronzemedaille hinter Kolumbien und Venezuela gewann. Bei den Südamerikaspielen 2014 in Santiago de Chile wurde sie über 200 und 400 Meter in 24,01 s bzw. 53,49 s jeweils Vierte, gewann mit der 4-mal-100-Meter-Staffel in 45,09 s die Silbermedaille hinter dem Team aus Venezuela und sicherte sich mit der 4-mal-400-Meter-Staffel in 3:37,42 min Bronze hinter Brasilien und Kolumbien. Anschließend wurde sie bei den Ibero-Amerikanischen Meisterschaften in São Paulo in 54,47 s Vierte über 400 Meter und schied beim Panamerikanischen Sportfestival in Mexiko-Stadt über 200 und 400 Meter jeweils in der Vorrunde aus.
Im Jahr 2015 gewann Mackenna bei den Südamerikameisterschaften in Lima in beiden Staffelbewerben die Bronzemedaille und klassierte sich im Einzelbewerb über 400 Meter in 54,96 s auf dem vierten Platz. Anschließend nahm sie in den Staffelbewerben erneut an den Panamerikanischen Spielen in Toronto teil, erreichte aber beide Male nicht das Finale. Im Jahr darauf gewann sie bei den Ibero-Amerikanischen Meisterschaften in Rio de Janeiro in 3:36,16 min die Bronzemedaille in der 4-mal-400-Meter-Staffel hinter Brasilien und Spanien und über 400 Meter wurde sie in 54,60 s Siebte. Bei den Südamerikameisterschaften 2017 in Luque schied sie über 200 und 400 Meter mit 24,48 s und 56,67 s in der Vorrunde aus und mit der 4-mal-400-Meter-Staffel gewann sie in 3:40,00 min die Bronzemedaille hinter Brasilien und Kolumbien. Anschließend gewann sie bei den Juegos Bolivarianos in Santa Marta in 54,05 s die Bronzemedaille über 400 Meter hinter der Venezolanerin Nercely Soto und Jennifer Padilla aus Kolumbien. Zudem siegte sie mit der 4-mal-400-Meter-Staffel in 3:37,93 min. 2018 gewann sie bei den Südamerikaspielen in Cochabamba in 53,60 s ebenfalls die Bronzemedaille über 400 Meter und musste sich diesmal der Kolumbianerin Padilla sowie der Brasilianerin Geisa Aparecida Coutinho geschlagen geben. Des Weiteren gewann sie mit 4-mal-400-Meter-Staffel in 3:33,42 min die Silbermedaille hinter Kolumbien. Bei den Ibero-Amerikanischen Meisterschaften in Trujillo wurde sie über 200 Meter in 24,54 s Vierte und belegte über 400 Meter in 54,52 s Rang sechs, während sie mit der 4-mal-400-Meter-Staffel nach 3:43,56 min auf Rang fünf einlief.
Bei den IAAF World Relays 2019 in Yokohama belegte sie mit der 4-mal-400-Meter-Staffel in 3:33,54 min den sechsten Platz im B-Finale. Bei den Südamerikameisterschaften in Lima gelangte sie über 400 Meter in 54,27 s auf den sechsten Platz und mit der Staffel erreichte sie nach 3:37,35 min Rang vier. Bei den anschließenden Panamerikanischen Spielen ebendort belegte sie mit der Staffel in 3:39,95 min den siebten Platz. Im Jahr darauf gewann sie bei den erstmals ausgetragenen Hallensüdamerikameisterschaften in Cochabamba über 200 Meter in 24,24 s die Silbermedaille hinter der Kolumbianerin Natalia Liñares und auch über 400 Meter gewann sie mit neuem Landesrekord von 54,45 s die Silbermedaille hinter der Brasilianerin Tiffani Marinho. Bei den World Athletics Relays 2021 im polnischen Chorzów schied sie mit 3:41,28 min im Vorlauf aus. Anschließend belegte sie bei den Südamerikameisterschaften in Guayaquil in 55,45 s den sechsten Platz über 400 Meter und gewann mit der 4-mal-400-Meter-Staffel in 3:34,89 min gemeinsam mit Stephanie Saavedra, María José Echeverría und Martina Weil die Silbermedaille hinter Kolumbien. 2023 gelangte sie bei den Panamerikanischen Spielen in Santiago mit 3:37,00 min auf den sechsten Platz im Staffelbewerb.
In den Jahren 2006 und 2012 wurde Mackenna chilenische Meisterin im 200-Meter-Lauf, 2018, 2019 und 2021 über 400 Meter sowie 2019 auch in der 4-mal-400-Meter-Staffel.

## Persönliche Bestzeiten
- 100 Meter: 11,85 s (+1,5 m/s), 21. April 2012 in Santiago de Chile
- 200 Meter: 23,67 s (+0,9 m/s), 14. April 2012 in Santiago
  - 200 Meter (Halle): 24,24 s, 2. Februar 2020 in Cochabamba
- 400 Meter: 53,03 s, 6. April 2019 in Santiago
  - 400 Meter (Halle): 54,45 s, 1. Februar 2020 in Cochabamba (chilenischer Rekord)